# Musée du Palais (Zanzibar)
Le musée du Palais appelé aussi le Palais du Sultan est un musée situé à Zanzibar en Tanzanie et consacré à la famille royale du sultanat de Zanzibar.

## Description
Le Palais du Sultan est l'un des principaux bâtiments historiques du vieux quartier de Zanzibar Stone Town qui est classé patrimoine mondiale de l'UNESCO,,,. Il s'agit d'un bâtiment de 3 étages aux murs blancs décorés de merlon, situé sur Mizingani Road, sur le front de mer, entre la Maison des Merveilles et l' ancien Dispensaire .
Il se dresse sur le site de l'ancien palais, appelé Beit As-Sahel (arabe : بيت الساحل) qui a été détruit lors de la guerre anglo-Zanzibar de 1896  .Le palais actuel a été construit à la fin du XIXe siècle pour servir de résidence à la famille du sultan. Après la révolution de Zanzibar, en 1964, il a été officiellement renommé Palais Du Peuple et utilisé comme siège du gouvernement. 
En 1994, il est devenu un musée sur la famille royale et l'histoire de Zanzibar, ,,.
Le musée comporte,,, :
- Un étage du musée est dédié au sultan Khalifa bin Harub.
- Un autre à Sayyida Salme, plus connue sous le nom d'Emily Ruete, ancienne princesse de Zanzibar qui a fui le sultanat pour s'installer en Europe avec son mari ; les expositions comprennent certains de ses écrits, des vêtements et des accessoires de la vie quotidienne.
- Plusieurs meubles et autres biens de la famille du sultan sont exposés pour donner aux visiteurs une idée de la vie à Zanzibar au XIXe siècle.